# Rachel Squire
Rachel Squire (ur. 13 lipca 1954 w Surrey, zm. 5 stycznia 2006) – brytyjska działaczka polityczna, deputowana do Izby Gmin z ramienia Partii Pracy.
Od 1992 reprezentowała w brytyjskim parlamencie szkocki okręg Dunfermline i West Fife, zdobywając mandat deputowanej także w 1997, 2001 i 2005. Zajmowała się w Izbie Gmin głównie problematyką lokalną, była również parlamentarnym sekretarzem ministrów przemysłu i handlu Stephena Byersa i edukacji Estelle Morris (1997-2001).
Od 1993 zmagała się z guzem mózgu. Patronowała fundacji charytatywnej Brain Tumour Action, zajmującej się walką z tą chorobą. Kontynuowała karierę polityczną do końca życia, zmarła w styczniu 2006.